# Филинцы (Житомирская область)
Филинцы (укр. Филинці) — село на Украине, находится в Любарском районе Житомирской области.
Код КОАТУУ — 1823182103. Население по переписи 2001 года составляет 356 человек. Почтовый индекс — 13116. Телефонный код — 4147. Занимает площадь 23,758 км².

## Адрес местного совета
13116, Житомирская область, Любарский р-н, с.Филинцы, ул.Ватутина, 37